# 주차 집행관

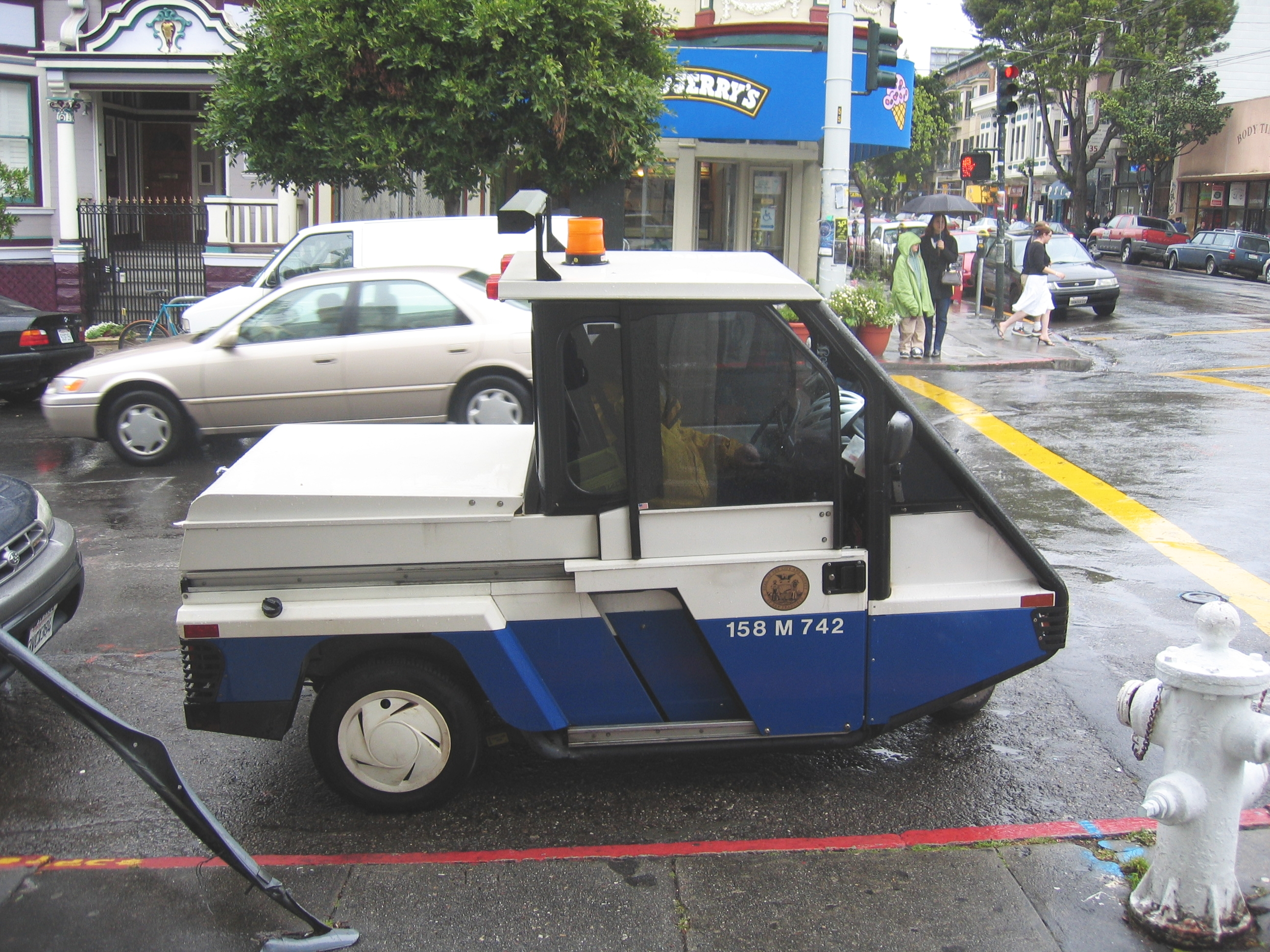
샌프란시스코에 있는 주차 안내차

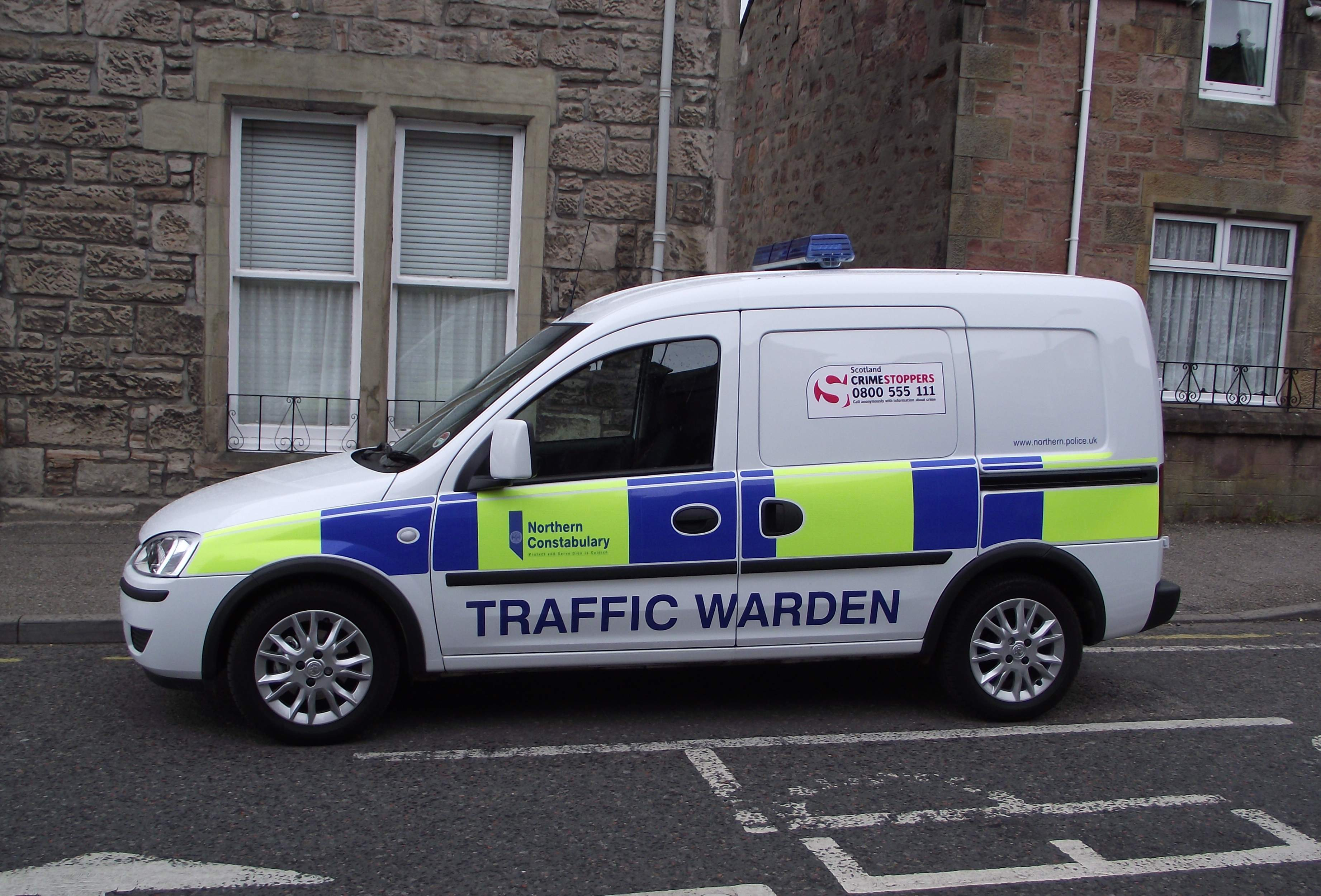
인버네스에 있는 교통국장 승합차

주차 집행관은 주차 위반 티켓을 발행하는 자동차 교통 관제 시스템 또는 기관의 구성원이다. 주차 도우미라는 용어는 동의어로 여겨지기도 하지만 때로는 주차장의 다른 직업을 언급하곤 한다.

## 같이 보기
- 교통경찰
- 교통 위반 딱지